# Митрохін Михайло Олексійович
Михайло Олексійович Митрохін (? — 1969, місто Москва, тепер Російська Федерація) — радянський комсомольський діяч, 2-й секретар ЦК ЛКСМУ. Кандидат економічних наук.

## Біографія
Член ВКП(б). Освіта вища.
Перебував на відповідальній комсомольській роботі.
У лютому 1945 — лютому 1947 року — 1-й секретар Краснодарського крайового комітету ВЛКСМ.
25 березня — 10 жовтня 1947 року — 3-й секретар ЦК ЛКСМ України.
10 жовтня 1947 — жовтень 1948 року — 2-й секретар ЦК ЛКСМ України.
Потім працював у сфері економіки сільськогосподарського виробництва, був керівником групи, старшим науковим співробітником Всесоюзного науково-дослідного інституту економіки сільського господарства в Москві.
Помер у 1969 році.

## Основні праці
- Митрохін М.О. Розмови про економіку радгоспного господарства. Москва, 1959.
- Митрохін М.О. Про собівартість радгоспної продукції і шляхи її зниження (Лекції для заочних курсів підвищення кваліфікації із економіки сільськогосподарського виробництва). Москва, 1959.
- Митрохін М.О., Тащев Є.М. Розмови про радгоспне виробництво. Москва, 1962.
- Карасьов О.К., Митрохін М.О. Акордно-преміальна оплата праці в радгоспі. Москва: Сільгоспвидав, 1962.
- Митрохін М.О. Залучити до дії нові сили. Москва: Економіка, 1967.
- Степанов О.І., Митрохін М.О. Госпрозрахунок і система управління сільським господарством. Москва: Економіка, 1969.

## Нагороди
- орден «Знак Пошани» (28.10.1948)
- медалі